# Olympische Winterspiele 2014/Teilnehmer (Malta)
| Gelbes Symbol für Goldmedaillen mit stilisierten Olympischen Ringen | Graues Symbol für Silbermedaillen mit stilisierten Olympischen Ringen | Braundes Symbol für Bronzemedaillen mit stilisierten Olympischen Ringen |
| ------------------------------------------------------------------- | --------------------------------------------------------------------- | ----------------------------------------------------------------------- |
| —                                                                   | —                                                                     | —                                                                       |

Malta nahm an den Olympischen Winterspielen 2014 in Sotschi mit einer Athletin teil. Elise Pellegrin qualifizierte sich für den alpinen Skiwettbewerb. Damit nahm Malta zum ersten Mal an Olympischen Winterspielen teil.

## Sportarten

### Ski Alpin
| Frauen - Élise Pellegrin |